# Марка нетонущей почты

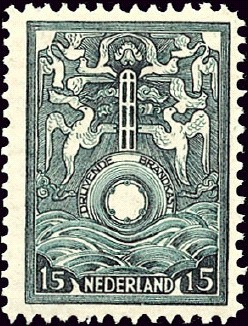
Марка нетонущей почты Нидерландов (1921, 15 центов) с изображением чаек, привлечённых плавающим сейфом(Sc #GY1)

Ма́рка нето́нущей по́чты — особый вид почтовых марок, предназначенных для дополнительной оплаты при доставке корреспонденции корабельной почтой в плавающих несгораемых сейфах. Выпускались в Нидерландах и Голландской Ост-Индии в 1921—1923 годах.

## История нетонущей почты
После Первой мировой войны гражданский флот Нидерландов имел ущерб от столкновения кораблей с морскими минами, в результате которых также гибло много ценных почтовых отправлений. Судоходная компания «Нидерланды» решила использовать для перевозки писем и посылок специальные плавающие несгораемые сейфы конструкции голландского изобретателя Корнелиса ван Блаадерена (нидерл. Cornelis van Blaaderen; 1875—1933).
Подобный сервис был открыт на линиях между Нидерландами и Голландской Ост-Индией 1 февраля 1921 года и стоил 15 центов за 20 граммов веса почтового отправления. В плавающие сейфы разрешалось помещать только заказную корреспонденцию с объявленной стоимостью. В случае катастрофы сейф оставался на плаву и периодически подавал звуковые и световые сигналы (в том числе сигнальными ракетами).

## Описание марок
Почтовое ведомство Нидерландов выпустило (причем за счёт фирмы «Ван Блаадерен») серию специальных марок номиналами в 0,15, 0,60, 0,75, 1,50, 2,25, 4,50 и 7,50 гульдена для оплаты этой почтовой услуги. В каталоге «Скотт» этот выпуск датирован 2 февраля 1921 года и получил название марок морского страхования — англ. marine insurance stamps (Sc #GY1—GY7). На миниатюрах были изображены плавающие сейфы.
Аналогичный выпуск был сделан 1 ноября того же года для Голландской Ост-Индии (Sc #GY1—GY7). Кроме того, была подготовлена эмиссия для Кюрасао и Суринама. Однако перевозка почты на пароходных линиях, связывавших Нидерланды с Кюрасао и Суринамом, не производилась, поэтому эти марки в обращение не поступили. В октябре 1927 года на них была сделана надпечатка чёрной краской надписи нидерл. «Frankeer zegel» («Почтовая марка») и нового номинала, и они стали использоваться как почтовые.
К 1923 году, из-за недостаточной популярности этого вида почтового обслуживания, плавающие сейфы были сняты с голландских судов, а специальные марки были изъяты из обращения 25 августа 1923 года. В апреле 1929 года остатки марок в количестве 11 700 серий были распроданы голландской почтой.

## Филателистическая ценность
Марки нетонущей почты (морского страхования), прошедшие почту, ценятся в настоящее время дороже чистых. Так, по каталогу «Скотт», полный комплект из семи марок Нидерландов стоит в чистом виде $605 и $1500 (без использования марочных наклеек), а в гашёном — $2707. Такой же комплект марок Голландской Ост-Индии оценивается в $186,90 в чистом виде и в $1725 — в гашёном.